# 屠寬 (嘉靖進士)
屠寬（1514年—？），字德宏，號雨江，直隸松江府上海縣民籍，蘇州府吳江縣人，明朝政治人物。

## 生平
嘉靖二十八年（1549年）己酉科應天府鄉試第十七名舉人。嘉靖三十二年（1553年）中式癸丑科會試第一百三十三名，二甲第六十九名進士。礼部观政，授南京兵部主事，起复补南礼部主事，升南京兵部郎中。历官浙江佥事，丁忧服阕，补湖广，被御史弹劾，调任雲南。与巡抚侍郎邹应龙有隙，罢归。後召用不起，年八十一卒。

## 家族
曾祖屠昇；祖父屠敏；父屠源，母戴氏。具庆下。